# Asbach (Westerwald)
Pour les articles homonymes, voir Asbach.
Asbach est une ville allemande située en Rhénanie-Palatinat, dans l'arrondissement de Neuwied.